# The Riddle of the Green Umbrella
The Riddle of the Green Umbrella è un cortometraggio del 1914 diretto da Kenean Buel e interpretato da Alice Joyce e James B. Ross.

## Trama
Trama completa e critica su Stanford University

## Produzione
Il film in due rulli, fu prodotto dalla Kalem Company,

## Distribuzione
Il film venne distribuito nelle sale il 9 novembre 1914 dalla General Film Company.